# Podgajec
Podgajec falu Horvátországban Kapronca-Kőrös megyében. Közigazgatásilag Kőröshöz tartozik.

## Fekvése
Köröstől 4 km-re nyugatra fekszik.

## Története
1857-ben 366, 1900-ban 415 lakosa volt. Trianonig Belovár-Kőrös vármegye Körösi járásához tartozott. 2001-ben 205 lakosa volt.

## Külső hivatkozások
Körös város hivatalos oldala